# R2-D2
R2-D2 eller Artoo-Detoo er en fiktiv karakter i Star Wars universet. Den lille 96 cm høje astromekdroide, med farverne hvid og blå, er fyldt med alle former for værktøj, der gør ham til en stor Starship mekaniker og computerinterface specialist. Han kommunikerer via elektroniske lyde, som i nogle tilfælde oversættes af C-3PO. Droiden har medvirket i de seks originalfilm og de udvidede film.
R2-D2 kommer fra den fredelige verden Naboo og R2-D2 er blandt de mest karakteristiske figurer fra filmene, og har mange steder været et symbol på Star Wars-fænomenet. R2-D2 har hovedrollen i den danskproducerede kortfilm Lego Star Wars: The Quest for R2-D2 (2009). R2-D2 har været medvirket i alle ni film.

## Optagelse
At bringe R2-D2 til live på skærmen, var vanskeligt. Det blev dog realiseret gennem en kombination af en fjernbetjening og en stående enhed, der manipuleredes af skuespilleren Kenny Baker. Disse mekaniske enheder fungerede til stadighed korrekt ved indspilningen af den klassiske trilogi, dog med små forbedringer. Kenny Baker håndterer den komplicerede Artoo, i en specielt fremstillet R2-dragt, der kan manipulere de forskellige lys og værktøj.Det giver R2-D2 en vis personlighed. Når Artoo ses på hjul, og flytter sig omkring, er det normalt styret fra en fjernbetjening.I de nyere film er Artoo også lavet vha. CGI.

## Optrædener

### Film

#### Prequel-trilogien
I Star Wars Episode I: Den usynlige fjende, er R2-D2 og et team af andre astromechs tjener Naboos monark Dronning Amidala, om bord på hendes kongelige naboonesiske rumskib. Da Trade Federationen invaderede Naboo, forsøgte Padmé Amidala at flygte. Det kongelige rumskib havde dog en skade på sit skjold,og det var R2-D2, som reparerede skjoldet, som derved gjorde det muligt at slippe ud i hyperspace. R2-D2 brugte sine magnetiserede ruller, til at klynge sig til overfladen af skibet. For hans mod, blev Artoo personligt takket og anerkendt af Queen Amidala.
Det kongelige rumskib lander da nede på den golde Tatooine, for at at fuldføre yderligere reparationer. R2-D2 ledsager Jedi Master Qui-Gon Jinn og den kongelige Padmé Naberrie til havnebyen Mos Espa for at indsamle reservedele. R2 sørger for at de tekniske detaljer er iorden. Her møder R2-D2 den hjemmelavede protokoldroide C-3PO, og her startede et venskab, der holdt i årtier. Artoo vendte senere tilbage til Naboo med dronningen. Han fungerede som astromech til Anakin Skywalker. R2 ville blive genforenet med Anakin et årti senere. Den lille droid fortsatte med at tjene Amidala loyalt, selvom hun ikke længere var dronning, men senator af Naboo. Artoo fungerede som en lille bodyguard og brugte sine scannere til at opsøge enhver fare, der kunne overgå Padmé. R2 opholdt sig også ved hendes side, da hun rejste til Tatooine, hvor han blev genforenet med C-3PO. Artoo kom Amidala til undsætning. Det skete ved hjælp af hans antityngdekraftsboostere og hans computerinterface. Han hjalp også med at samle C-3PO, efter han havde været i karambolage med en skrotfabrik.

#### Original-trilogien
År senere i Star Wars Episode IV: Et nyt håb, er Artoo og C-3PO(See-Threepio) i tjeneste hos Royal House of Alderaan. En aflyttet transmission, der gav oplysninger af afgørende betydning for oprøret. Transmissionen var det totale tekniske design af Imperiets nyeste masseødelæggelsesvåben; kampstationen Dødsstjernen. Ud af disse efterretninger var Oprørsalliancen i stand til at lokalisere en fejl i stationens design, der kunne udnyttes. En lille termisk udstødningsport giver adgang til Dødsstjernens følsomme reaktorkernen med et pletskud og det kan blive dødsstødet. Leia Organa skjuler alle efterretningerne i Artoos hukommelse og giver ham den opgave at finde den forsvundne Jedi-general, Obi-Wan Kenobi. Artoo fandt en flugtkapsel, og fløj væk fra skibet, sammen med C-3PO. Kapslen styrtede ned på Tatooine. De blev taget til fange af Jawafolket, der var et handelsfok. De solgte Artoo og C-3PO til landmand Owen Lars og hans nevø Luke Skywalker. Fast besluttet på at fuldføre sin mission, løber Artoo væk midt om natten. Næste morgen forlader See-Threepio og Luke hjemmet, for at søge efter ham. Threepio og Luke fandt Artoo, såvel som Obi-Wan Kenobi. Dette startede en utrolig kæde af begivenheder, der kulminerede i Slaget om Yavin. Artoo og Threepio var en afgørende del af hjælpen til Luke, og var med til en redningsaktion for at befri prinsesse Leia fra Dødsstjernen. Begge droider overvågede fjendens komplekse edb-system, for at give gruppen bistand og status opdateringer. Luke Skywalker begiver sig afsted og flyver i en X-wing jager, med R2-D2 som hans astromek ombord, ligesom han var for Luke's far en generation tidligere. Artoo lider lidt skade i angrebet, men med Lukes kraft, rammer missilet i plet og ødelægger Dødstjernen. Artoo blev renoveret i tide til fejringen af den store Rebel sejr. Threepio og Artoo fortsatte med at være en betydende del af Rebel heltene.
I Star Wars Episode V: Imperiet slår igen under en evakuering fra Hoth, blev Threepio og Artoo adskilt. Artoo fløj med Luke til den mystiske planet Dagobah, hvor Luke vil modtage undervisning fra den gådefulde Jedimaster, Yoda.
I Star Wars Episode VI: Jediridderen vender tilbage, blev Artoo anført af Rebel Strike Force, der blev sendt ud for at ødelægge Imperiets skjoldgenerator på skovmånen Endor. Artoo forsøgte at omgå sikkerhedlåsen i generatoren, men blev skudt af en Stormtrooper, før han kunne fuldføre opgaven. Artoo-Detoo blev dog repareret i tide og nåede at opleve ødelæggelsen af den anden Dødsstjerne.

## R2-D2 i de udvidede film
Selvom Artoo og 3PO veje skiltes efter Boonta Eve Classic og de skiftede ejere snesevis af gange blev de igen og igen, forvitret ind i stridigheder og eventyr. Ved starten af Clone Wars, holdt Artoo og Threepio sig tæt til senator Amidala. De to droids var om bord på hendes rumskib, da hun fløj til den kolde verden Ilum, for at stoppe et angreb på de hellige Jedihuler der. Artoo og Threepio fandt senere endelig nogle ansvarlige mestre i form af speederraceren Jord Dusat og Thall Joben. Joben's prisvindende speeder, den Hvide Heks, var udstyret med et astromech stik, og det betjente Artoo, da han vandt den berømte Boonta Speeder løb. Artoo og Threepio nye ejer, Mungo Baobab, var en erhvervsdrivende fra Mandasystemet. Her var Artoo med til at redde verdenen Biitu, fra den grusomme droid, kendt som The Great Heep, og Artoo forelskede sig i en lille lyserød astromech droid opkaldt KT-10.
Til sidst kom R2 og 3PO i arbejde for House of Alderaan, hvor Artoo blev en del af den arbejdskraft på et af de kongelige fartøjer. Mens han var stationeret om bord på Tantive IV, og det var her Artoo kom i besiddelse af de stjålne Dødsstjerneneplaner, der gjorde ham den vigtigste droid i hele Alliancen.I årene der fulgte fortsatte Artoo og Threepio med at have mange eventyr.De blev dog senere skilt fra hinanden. Threepio opholdt sig på Coruscant, for at hjælpe Leia Organa Solo, i hendes diplomatiske opgaver og med at passe hendes børn. Artoo opholdt sig på Luke Skywalker's side, han hjalp Luke med at køre sit Jedi Akademi på Yavin 4. Luke mener Artoo er sådan en nær ven og følgesvend, at Artoo fungerede som forlover ved hans bryllup med Mara Jade. Artoo fortsatte med at tjene Luke under sine rejser til den nye Jediorden. Omkring fem år efter Yuuzhan Vong blev besejret, begyndte han at vise nogle alvorlige fejl. Han glemte, hvor han var, og var tilbøjelig til fejlberegninger i hans hyperspaceruter, og det bekymrede Luke. En diagnose viste, at flere af Artoo's dybe hukommelseenheder blokkerede nogle oplysninger. Luke forsøgte at omgå dem, kun for at snuble på en holografisk optagelse af sin mor, Padmé Amidala. Luke ville vide mere om sin familie, men det kunne kun ske hvis Artoos private hukommelsesltedes. Luke nægtede at udslette Artoos hukommelse, og besluttede i stedet, at søge i de gamle kejserlige arkiver. Til sidst måtte han stoppe forfølgelsen af familieoplysninger, og valgte at holde Artoo intakt. Artoo og Threepio fortsatte arbejde sammen, og deltog i Swarm War, selvom Artoo tit fik startforbud i rumkampe. Luke gav til sidst gav Artoo en hukommelse opgradering, der tillod Artoo at fungere som hans astromech Copilot, på en StealthX fighter.I årtierne efter krigene, var Artoo gået i arv fra generation til generation i Skywalker familien, indtil han blev fundet af Jedimaster K'Kruhk i kølvandet på massakren i Ossus.